# Les Bizots
Les Bizots és un municipi francès, situat al departament de Saona i Loira i a la regió de Borgonya - Franc Comtat. L'any 2007 tenia 426 habitants.

## Demografia

### Població
El 2007 la població de fet de Les Bizots era de 426 persones. Hi havia 156 famílies, de les quals 20 eren unipersonals (16 homes vivint sols i 4 dones vivint soles), 66 parelles sense fills, 62 parelles amb fills i 8 famílies monoparentals amb fills.
La població ha evolucionat segons el següent gràfic:
Habitants censats

### Habitatges
El 2007 hi havia 169 habitatges, 162 eren l'habitatge principal de la família i 7 eren segones residències. 167 eren cases i 2 eren apartaments. Dels 162 habitatges principals, 139 estaven ocupats pels seus propietaris i 22 estaven llogats i ocupats pels llogaters; 7 tenien dues cambres, 18 en tenien tres, 59 en tenien quatre i 78 en tenien cinc o més. 135 habitatges disposaven pel capbaix d'una plaça de pàrquing. A 39 habitatges hi havia un automòbil i a 116 n'hi havia dos o més.

### Piràmide de població
La piràmide de població per edats i sexe el 2009 era:
| Homes | Edats   | Dones |
| ----- | ------- | ----- |
| 0     | 95 o +  | 0     |
| 0     | 90 a 94 | 0     |
| 4     | 85 a 89 | 0     |
| 0     | 80 a 84 | 0     |
| 4     | 75 a 79 | 8     |
| 4     | 70 a 74 | 0     |
| 12    | 65 a 69 | 8     |
| 0     | 60 a 64 | 12    |
| 4     | 55 a 59 | 4     |
| 40    | 50 a 54 | 12    |
| 24    | 45 a 49 | 36    |
| 8     | 40 a 44 | 24    |
| 24    | 35 a 39 | 8     |
| 8     | 30 a 34 | 16    |
| 4     | 25 a 29 | 12    |
| 36    | 20 a 24 | 8     |
| 12    | 15 a 19 | 28    |
| 24    | 10 a 14 | 16    |
| 8     | 5 a 9   | 8     |
| 4     | 0 a 4   | 12    |

## Economia
El 2007 la població en edat de treballar era de 305 persones, 227 eren actives i 78 eren inactives. De les 227 persones actives 212 estaven ocupades (116 homes i 96 dones) i 16 estaven aturades (7 homes i 9 dones). De les 78 persones inactives 37 estaven jubilades, 19 estaven estudiant i 22 estaven classificades com a «altres inactius».

### Ingressos
El 2009 a Les Bizots hi havia 158 unitats fiscals que integraven 431,5 persones, la mediana anual d'ingressos fiscals per persona era de 18.284 €.

### Activitats econòmiques
Dels 8 establiments que hi havia el 2007, 1 era d'una empresa de fabricació d'altres productes industrials, 2 d'empreses de construcció, 1 d'una empresa de comerç i reparació d'automòbils, 1 d'una empresa d'hostatgeria i restauració, 2 d'empreses de serveis i 1 d'una empresa classificada com a «altres activitats de serveis».
L'únic servei als particulars que hi havia el 2009 era un restaurant.
L'any 2000 a Les Bizots hi havia 21 explotacions agrícoles que ocupaven un total de 1.584 hectàrees.

## Equipaments sanitaris i escolars
El 2009 hi havia una escola elemental.

## Poblacions més properes
El següent diagrama mostra les poblacions més properes.